# Dispositivo electrónico de interconexión
Los dispositivos electrónicos de interconexión son los que centralizan todo el cableado de una red en estrella o en árbol.
De cada equipo sale un cable que se conecta a uno de ellos. Por tanto, como mínimo tienen que tener tantos puntos de conexión o puertos como equipos se quieran conectar a la red.
Hay dos tipos de dispositivos, denominados concentrador y conmutador.

## Concentrador
Un concentrador (hub) es un dispositivo que permite centralizar el cableado de una red y poder ampliarla. Esto significa que dicho dispositivo recibe una señal y repite esta señal emitiéndola por sus diferentes puertos. Funciona repitiendo cada paquete de datos en cada uno de los puertos con los que cuenta, excepto en el que ha recibido el paquete, de forma que todos los puntos tienen acceso a los datos. También se encarga de enviar una señal de choque a todos los puertos si detecta una colisión. Son la base para las redes de topología tipo estrella. Como alternativa existen los sistemas en los que los ordenadores están conectados en serie, es decir, a una línea que une varios o todos los ordenadores entre sí, antes de llegar al ordenador central. Llamado también repetidor multipuerto, existen 3 clases:
- Pasivo: no necesita energía eléctrica.
- Activo: necesita alimentación.
- Inteligente: también llamados smart hubs, son hubs activos que incluyen microprocesador.

## Conmutador
Un conmutador (switch) es un dispositivo digital de lógica de interconexión de redes de computadores que opera en la capa 2 (nivel de enlace de datos) del modelo OSI.
Su función es interconectar dos o más segmentos de red, de manera similar a los puentes (bridges), pasando datos de un segmento a otro de acuerdo con la dirección MAC de destino de las tramas en la red.Un conmutador en el centro de una red en estrella.Los conmutadores se utilizan cuando se desea conectar múltiples redes, fusionándolas en una sola. Al igual que los puentes, dado que funcionan como un filtro en la red, mejoran el rendimiento y la seguridad de las redes de área local (LAN, Local Area Network).
Los conmutadores poseen la capacidad de aprender y almacenar las direcciones de red de nivel 2 (direcciones MAC) de los dispositivos alcanzables a través de cada uno de sus puertos. Por ejemplo, un equipo conectado directamente a un puerto de un conmutador provoca que el conmutador almacene su dirección MAC. Esto permite que, a diferencia de los concentradores o hubs, la información dirigida a un dispositivo vaya desde el puerto origen al puerto de destino. En el caso de conectar dos conmutadores o un conmutador y un concentrador, cada conmutador aprenderá las direcciones MAC de los dispositivos accesibles por sus puertos, por lo tanto en el puerto de interconexión se almacenan las MAC de los dispositivos del otro conmutador.